# 马塞拉诺
马塞拉诺（義大利語：Masserano），是意大利比耶拉省的一个市镇。总面积27平方公里，人口2273人，人口密度84.2人/平方公里（2009年）。ISTAT代码为096032。